# Anarchias supremus
Anarchias supremus is een  straalvinnige vissensoort uit de familie van murenen (Muraenidae). De wetenschappelijke naam van de soort is voor het eerst geldig gepubliceerd in 2006 door McCosker & Stewart.